# North Ferriby United AFC
North Ferriby United Association Football Club was een Engelse voetbalclub uit North Ferriby. De club droeg de bijnaam The Villagers en speelde haar thuiswedstrijden op Grange Lane, dat plaats bood aan 2.700 toeschouwers. 
De club werd in 1934 opgericht en bereikte in 2005 voor het eerst in de geschiedenis van de club de Premier Division van de Northern Premier League, na het kampioenschap in de Division One het voorgaande seizoen. In 2013 won North Ferriby promotie naar de Conference North. In 2015 wonnen ze de FA Trophy, na in de finale Wrexham (Conference Premier) te verslagen hebben. North Ferriby dwong een jaar later via play-offs promotie af naar de National League, het eerste niveau onder de Football League. Ze degradeerden echter na één seizoen alweer. 
De club werd op 15 maart 2019 opgeheven na een rechterlijk bevel. Een maand later richtten supporters een nieuwe club op genaamd North Ferriby FC, dat het seizoen 2019/20 begon op het tiende niveau.